# Botswaans nationaal referendum (1997)
Het Botswaans nationaal referendum van 1997 vond op 4 oktober plaats en handelde over de drie verschillende regeringsvoorstellen met betrekking tot de hervorming van het kiesstelsel. Met het houden van het referendum loste de regering van president Quett Masire een  belofte in die het had gedaan naar aanleiding van de gewelddadige protesten die in 1995 hadden plaatsgevonden in het anders zo rustige land. Die protesten moeten worden gezien tegen de achtergrond van een groeiende onvrede onder bepaalde delen van bevolking over vermeende vriendjespolitiek. Ondanks de lage opkomst van 17% sprak de meerderheid van hen zich uit vóór de drie regeringsvoorstellen.

## Uitslag

### Vraag 1
Het vervangen van de nationale toezichthouder op de verkiezingen door een onafhankelijke commissie.
| Keuze                             | Stemmen | %     |
| --------------------------------- | ------- | ----- |
| "Ja"                              | 45.22   | 73,16 |
| "Neen"                            | 16.550  | 26,84 |
| Ongeldige stemmen/ blanco stemmen | 201     | -     |
| Totaal                            | 61.873  | 100   |
| Geregistreerde kiezers/ opkomst   | 370.173 | 16,71 |
| Bron: AED                         |         |       |

### Vraag 2
Het toekennen van stemrecht aan Batswana die in het buitenland wonen.
| Keuze                             | Stemmen | %     |
| --------------------------------- | ------- | ----- |
| "Ja"                              | 43.555  | 70,42 |
| "Neen"                            | 18.295  | 29,58 |
| Ongeldige stemmen/ blanco stemmen | 197     | -     |
| Totaal                            | 62.047  | 100   |
| Geregistreerde kiezers/ opkomst   | 370.173 | 16,76 |
| Bron: AED                         |         |       |

### Vraag 3
Het verlagen van de kiesgerechtigde leeftijd van 21 naar 18 jaar.
| Keuze                             | Stemmen | %     |
| --------------------------------- | ------- | ----- |
| "Ja"                              | 36.275  | 58,74 |
| "Neen"                            | 25.475  | 41,26 |
| Ongeldige stemmen/ blanco stemmen | 198     | -     |
| Totaal                            | 61.948  | 100   |
| Geregistreerde kiezers/ opkomst   | 370.173 | 16,73 |
| Bron: AED                         |         |       |

Algemene en regionale verkiezingen: 1965 · 1969 · 1974 · 1979 · 1984 · 1989 · 1994 · 1999 · 2004 · 2009 · 2014 · 2019 ·  2024

Referenda: 1987 · 1997 · 2001